# Offenkundige Zahlungsunfähigkeit
Offenkundige Zahlungsunfähigkeit ist ein Begriff aus der zum 1. Juli 2021 novellierten österreichischen Exekutionsordnung. Wird im Exekutionsverfahren festgestellt, dass die verpflichtete Partei nicht nur nicht zahlungswillig, sondern auch zahlungsunfähig ist, wird die offenkundige Zahlungsunfähigkeit gerichtlich festgestellt. Der rechtskräftige Beschluss wird öffentlich bekannt gemacht. Sämtliche Exekutionsverfahren des betreibenden Gläubigers auf das bewegliche Vermögen ruhen und können nur unter bestimmten Voraussetzungen fortgesetzt werden (§ 49a EO).

## Zweck
Ziel ist es, aussichtslose Exekutionsverfahren zu beenden. Stattdessen sollen Forderungen nicht mehr in einem Exekutions-, sondern in einem Insolvenzverfahren hereingebracht werden, in dem zudem eine gleichmäßige Verteilung erfolgen soll. Dadurch wird auch verhindert, dass – wie es derzeit in der Praxis oft der Fall ist – in einem nachfolgenden Insolvenzverfahren der Gläubiger über eine Anfechtung das zuvor Erhaltene an den Insolvenzverwalter herauszugeben oder das exekutiv erworbene Pfandrecht aufzugeben hat.

## Einleitung des Verfahrens

### 1. Feststellung durch Vollzugsorgan
Die offenkundige Zahlungsunfähigkeit wird im Exekutionsverfahren vom Vollzugsorgan oder einem Verwalter festgestellt. Dies geschieht bei einem Vollzug, der zur Ermittlung von Vermögen der verpflichteten Partei dient. In diesem Fall ist mit den Exekutionshandlungen vorerst innezuhalten.

### 2. Entscheidung durch das Gericht
In weiterer Folge wird das Exekutionsgericht – nach Einvernahme der Parteien – die offenkundige Zahlungsunfähigkeit mittels Beschlusses feststellen.

### 3. Rechtskraft des Beschlusses
Wird innerhalb einer zweiwöchigen Frist kein Rekurs gegen diesen Beschluss eingebracht, ist dieser rechtskräftig.

### 4. Veröffentlichung
Nach dem Eintritt der Rechtskraft, wird die offenkundige Zahlungsunfähigkeit in der Ediktsdatei veröffentlicht. Dadurch erhalten sämtliche Gläubiger Kenntnis über die offenkundige Zahlungsunfähigkeit.

## Auswirkungen
Solange die offenkundige Zahlungsunfähigkeit besteht, ruhen sämtliche Exekutionsverfahren auf das bewegliche Vermögen.
Exekutiv erworbene Pfandrechte erlöschen
- bei Insolvenzeröffnung oder
- wenn nicht innerhalb von 6 Monaten das Exekutionsverfahren fortgeführt wird.

Gesetzliche und vertragliche Pfandrechte können weiter exekutiert werden – diese würden auch in einem Insolvenzverfahren weiter bestehen bleiben.

## Exekution oder Insolvenz?
Gläubiger haben die Möglichkeit, entweder einen Insolvenzantrag zu stellen oder einen Antrag auf Fortsetzung des Exekutionsverfahrens.
Eine Fortsetzung der Exekution ist allerdings nur unter den folgenden Voraussetzungen möglich:
- Über einen Insolvenzantrag wurde binnen 3 Monaten nicht entschieden.
- Ein Insolvenzantrag wurde mangels kostendeckenden Vermögens abgewiesen.
- Die Zahlungsunfähigkeit liegt nicht mehr vor.

Dies ist der Fall, wenn beispielsweise ein Insolvenzantrag mangels Zahlungsunfähigkeit abgewiesen wurde.
Das bedeutet, dass ein Fortsetzungsantrag erst eingebracht werden kann, wenn im Vorfeld ein Insolvenzantrag eingebracht wurde.
Entscheidet das Gericht allerdings, das Exekutionsverfahren fortzusetzen, kann die offenkundige Zahlungsunfähigkeit über einen Zeitraum von drei Jahren nicht mehr festgestellt werden.
Um Gläubigern das Einleiten eines Insolvenzverfahrens zu erleichtern, wurde vom Gesetzgeber gleichzeitig auch ein sogenanntes Gesamtvollstreckungsverfahren geschaffen.